# Anastasio Alfaro
Anastasio Alfaro González (Alajuela, 16 de febrero de 1865 - San José, 20 de enero de 1951) fue un zoólogo, geólogo, genealogista y explorador de Costa Rica.

## Biografía
Nació en un hogar de finqueros acomodados, y quedó huérfano de madre a edad temprana. Excelente alumno, estudió la  escuela primaria en Alajuela, y posteriormente en  el Instituto Municipal de Varones de Alajuela, donde tuvo por profesor a don León Fernández, quien supo guiar sus pasos por el camino de la investigación histórica y naturalista. Posteriormente obtuvo el Bachillerato en Artes, en el Instituto Nacional de la Universidad de Santo Tomás en San José, equivalente al Bachillerato en Secundaria, en el año de 1883. 
Colaborador del Anuario Estadístico, publicación que incluía observaciones meteorológicas, su interés por la naturaleza lo movió, desde muy joven, a coleccionar aves, insectos, minerales y plantas, y a solicitar al Presidente de la República don Bernardo Soto, en 1885, la creación de un Museo Nacional. Posteriormente viajó a Washington para informarse sobre la mejor forma de dar concreción a la idea, y en 1887, con la suya propia y otras valiosas colecciones, abrió sus puertas el Museo, del que fue nombrado secretario. Durante el resto de su vida fue gran impulsor de la divulgación en el exterior de las riquezas naturales de Costa Rica.
Fue director del Museo Nacional de Costa Rica. Un colegio en San José lleva su nombre.
Posteriormente, ya adulto, cursó la carrera de Derecho y obtuvo la pasantía, pero nunca ejerció la profesión de abogado.
Fue, además de científico, un connotado escritor costarricense. Sus obras literarias trataban de temas filosóficos, históricos, científicos y poéticos.
Por muchos años se desempeñó como profesor de Ciencias en colegios de segunda enseñanza. Falleció en San José en 1951. Por vez primera fue decretado "Duelo de Estado" por la muerte de un científico, en esa ocasión. Posteriormente el Congreso Nacional lo declaró Benemérito de la Patria.